# Шенгуры (Кобелякский район)
Шенгуры (укр. Шенгури) — село,
Шенгуровский сельский совет,
Кобелякский район, Полтавская область, Украина.
Код КОАТУУ — 5321888001. Население по переписи 2001 года составляло 753 человека.
Является административным центром Шенгуровского сельского совета, в который, кроме того, входят сёла
Баранники,
Виблые и
Коваленковка.

## Географическое положение
Село Шенгуры находится в 6-и км от правого берега реки Ворскла,
на расстоянии в 1 км от села Виблые.

## Экономика
- Птице-товарная и свино-товарная фермы.
- ООО Агрофирма «Лан».
- ООО «Шенгуровское».

## Объекты социальной сферы
- Детский сад.
- Школа.
- Дом культуры.